# Болгарсько-сербські відносини

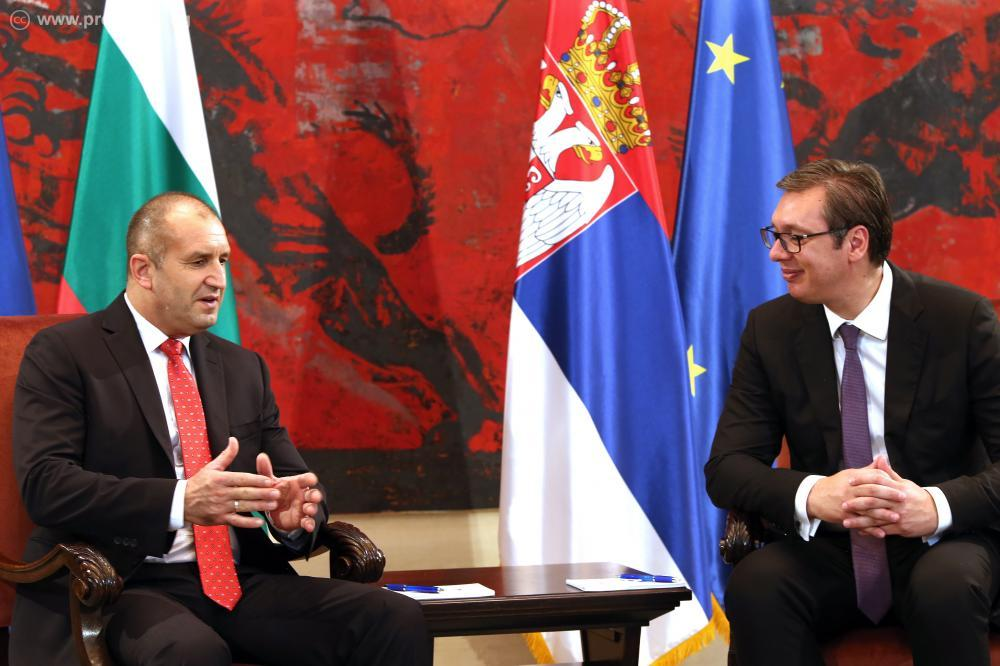
Зустріч Радева з Вучичем.

Болгарсько-сербські відносини (болг. българо-сръбски отношения, серб. кир.: српско-бугарски односи) — історичні та поточні двосторонні відносини між Болгарією та Сербією. 
Дипломатичні відносини між цими державами встановлено в 1879 році після визволення Болгарії від турецького ярма.
Болгарія має посольство в Белграді, а Сербія — в Софії. 
Болгарія — член ЄС і НАТО, а Сербія — кандидатка на вступ до ЄС. Обидві країни є повноправними членами Процесу співпраці у Південно-Східній Європі, Пакту стабільності для Південно-Східної Європи, Центральноєвропейської ініціативи, Ініціативи співробітництва в Південно-Східній Європі та Організації Чорноморського економічного співробітництва. Країни розділяє спільний кордон завдовжки 318 км.

## Історія
Офіційні дипломатичні відносини між Болгарією та Сербією було встановлено 18 січня 1879 року, хоча болгарсько-сербські взаємини існували задовго до Берлінського конгресу 1878 року.

### Середні віки
Сербські племена та їхні перші середньовічні державні утворення зазнавали сильного тиску двох сусідніх імперій: Візантії та Першого Болгарського царства. Численні війни та напади болгарських і візантійських військ із метою встановити контроль над Західними Балканами були постійною загрозою для Рашки аж до XII століття.
З появою Стефана Немані, а особливо Стефана Другого і наступної низки правителів із династії Неманичів Сербія все більше утверджується як рівноправний партнер Болгарії, що, однак, жодним чином не зняло напруженості між двома державами.
Численними та частими були політичні шлюби між сербською та болгарською знаттю, найзначнішим із яких був шлюб майбутнього царя Душана з болгарською царівною і пізнішою сербською царицею Оленою.
Коли Болгарія потрапила в турецьку неволю, ряд болгарських учених переселився в Сербський деспотат, серед яких найвідомішим був біограф деспота Стефана Лазаревича Костянтин Філософ. Після падіння Сербського деспотату 1459 року обидва народи опинилися в однаковому підкореному становищі.

### ХІХ сторіччя

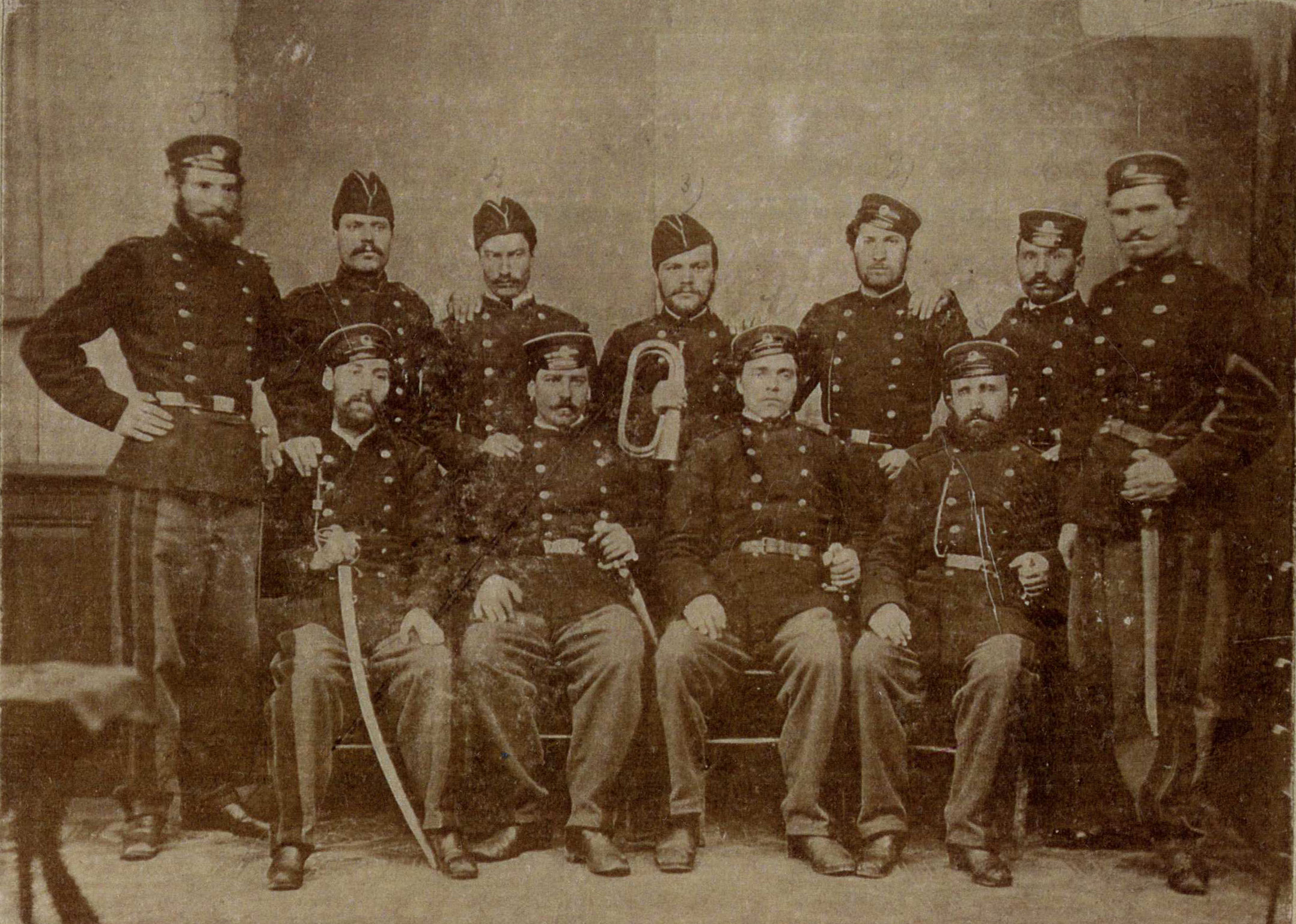
Бійці Болгарського легіону у Белграді 1868 р.

1804 року з початком Сербської революції чимало болгар приєдналося до сербських повстанців. Після Другого сербського повстання, особливо під час правління князя Михайла Обреновича, Сербія вступила в тісний контакт із болгарськими повстанцями. У Белграді сформувалася болгарська сотня, яка готувалася до визвольної війни в Болгарії і яка брала участь на сербському боці в зіткненні з турками у Белграді 1862 року. Також князь Михайло вів переговори з Болгарським комітетом у Бухаресті про утворення спільної держави сербів і болгар («Балканія»).

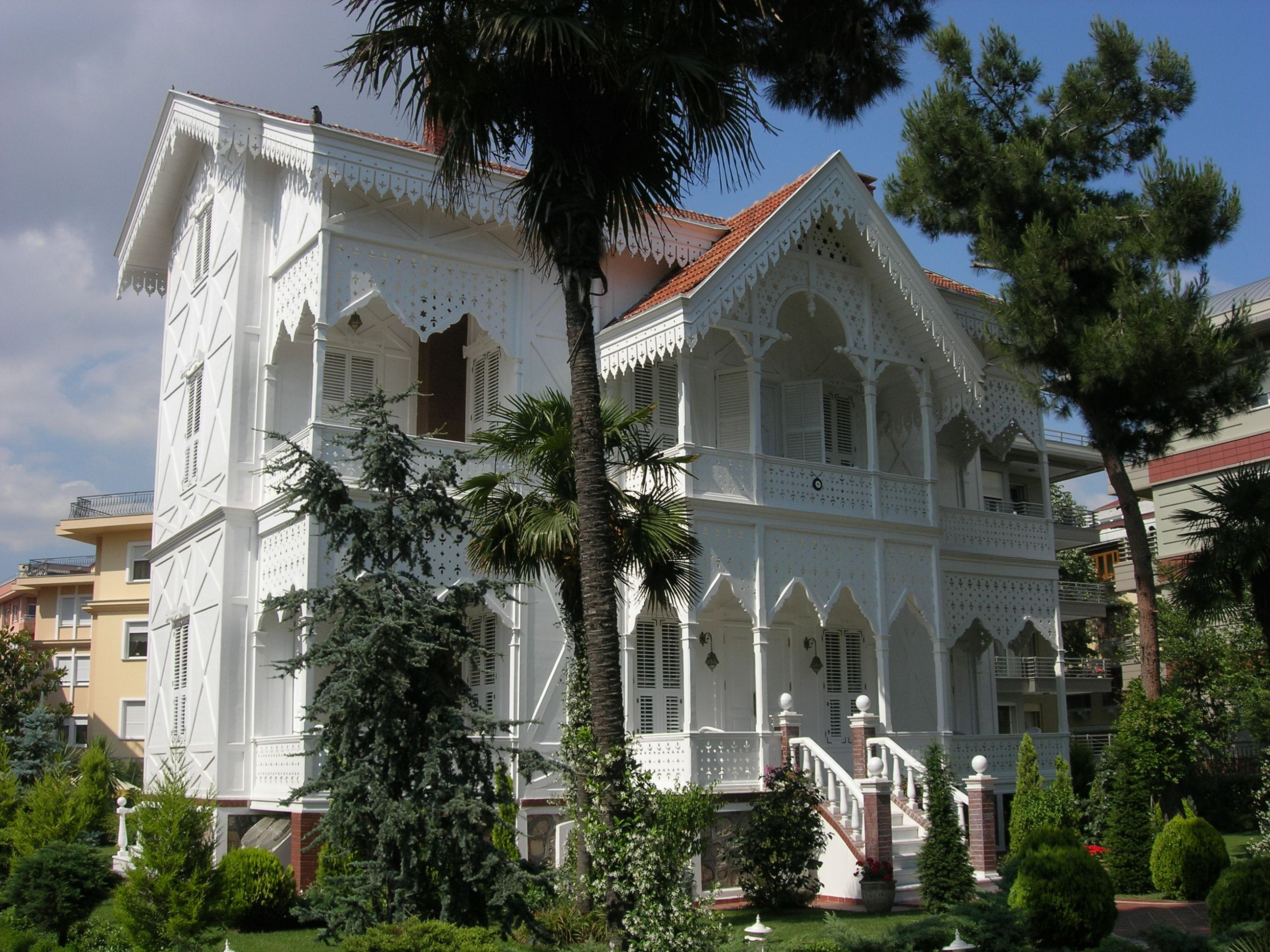
Будинок, де було підписано Сан-Стефанський договір —— майбутнє яблуко розбрату між Сербією та Болгарією

У Белграді свого часу знайшов прихисток болгарський революціонер Георгій Раковський, у місті друкувалися революційні видання, а озброєна група Раковського приєдналася до сутичок з османами у Белграді 1862 року. У 1867 році болгарське товариство, яке діяло в Бухаресті, звернулося до сербської держави з проєктом угоди. Болгарська сторона пропонувала створити спільну сербсько-болгарську (болгарсько-сербську) дуалістичну державу під назвою «Південнослов'янське царство» на чолі з сербським князем. Сербський прем'єр-міністр Ілія Гарашанін прийняв болгарську пропозицію в листі від червня 1867 року, але дипломатично відмовився підписати документ, побоюючись за те, наскільки представницькою була ця організація. Засновування цієї спільної держави стурбувало інші болгарські організації, які сприйняли це як виконання плану Гарашаніна під назвою «Начертаніє» (Načertanije).
На початку російсько-турецької війни 1877 року Сербія стала на бік Росії, а її армія допомогла російській у визволенні Болгарії, прорвавшись уздовж Південної Морави. За ці заслуги князь Мілан Обренович і делегат Сербії на мирній конференції Йован Ристич хотіли, щоб визволені сербськими військами території відійшли до Сербії. Однак російська сторона мала зовсім інше бачення, вирішивши створити Велику Болгарію. Така Болгарія, за словами російського князя Черкаського, мала простягнутися від Егейського моря до Охрида, включаючи навіть Ніш, Призрен і Приштину. Це страшенно обурило Сербію, яка відчувала себе обдуреною та використаною, і створило початок дуже небезпечної сербсько-болгарської ворожнечі.

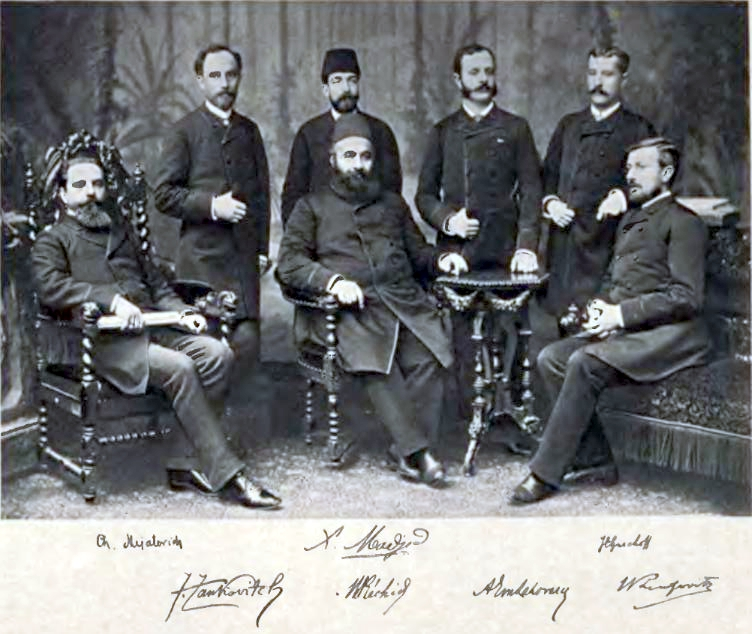
Підписанти Бухарестського миру 1886 року після сербсько-болгарської війни

Сербія на чолі з Йованом Ристичем швидко зіграла на невдоволенні офіційного Відня та Берліна панівним становищем Росії на Балканах, допомігши відкрити Берлінський конгрес задля перегляду Сан-Стефанського договору. Сербія постаралася не виводити свою армію зі звільнених територій до остаточного рішення в Берліні. Берлінський конгрес підтвердив міжнародне визнання незалежності Сербії та визнав за нею звільнені сербським військом території. Водночас Болгарію не визнали незалежною, розділивши на дві автономні області у межах Османської імперії (князівство Болгарія і Східна Румелія), а її визначені Сан-Стефанським договором кордони значно скоротили. Це рішення викликало сильне обурення, цього разу в Болгарії.

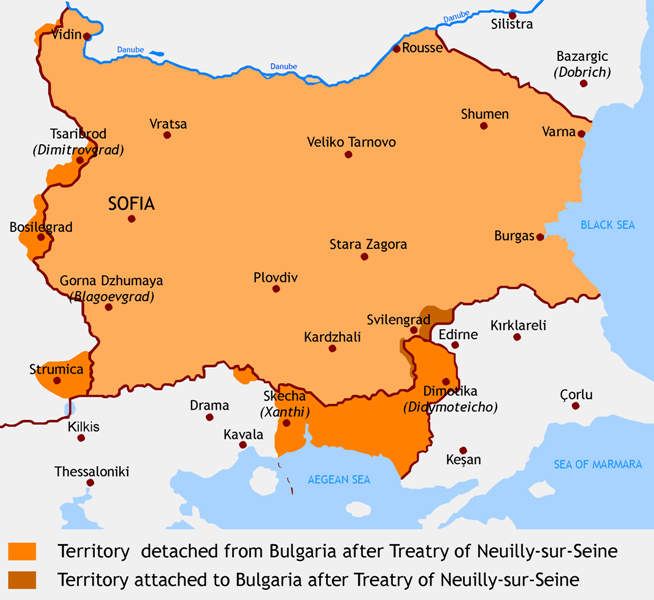
Болгарія за Неїським мирним договором

Попри суперечності після Берлінського конгресу відносини між Сербією та Болгарією залишалися дружніми, однак з'явилися нові відкриті питання, які загострювали ці взаємини, чи не найголовнішим із яких було протиборство в македонському питанні.
1885 року між Королівством Сербія та Князівством Болгарія спалахнула короткочасна сербсько-болгарська війна.

### Початок ХХ сторіччя

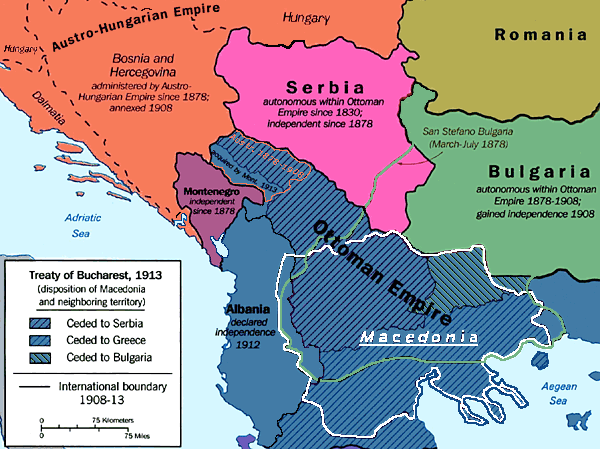
Сербія та Болгарія перед початком Першої світової війни (1913)

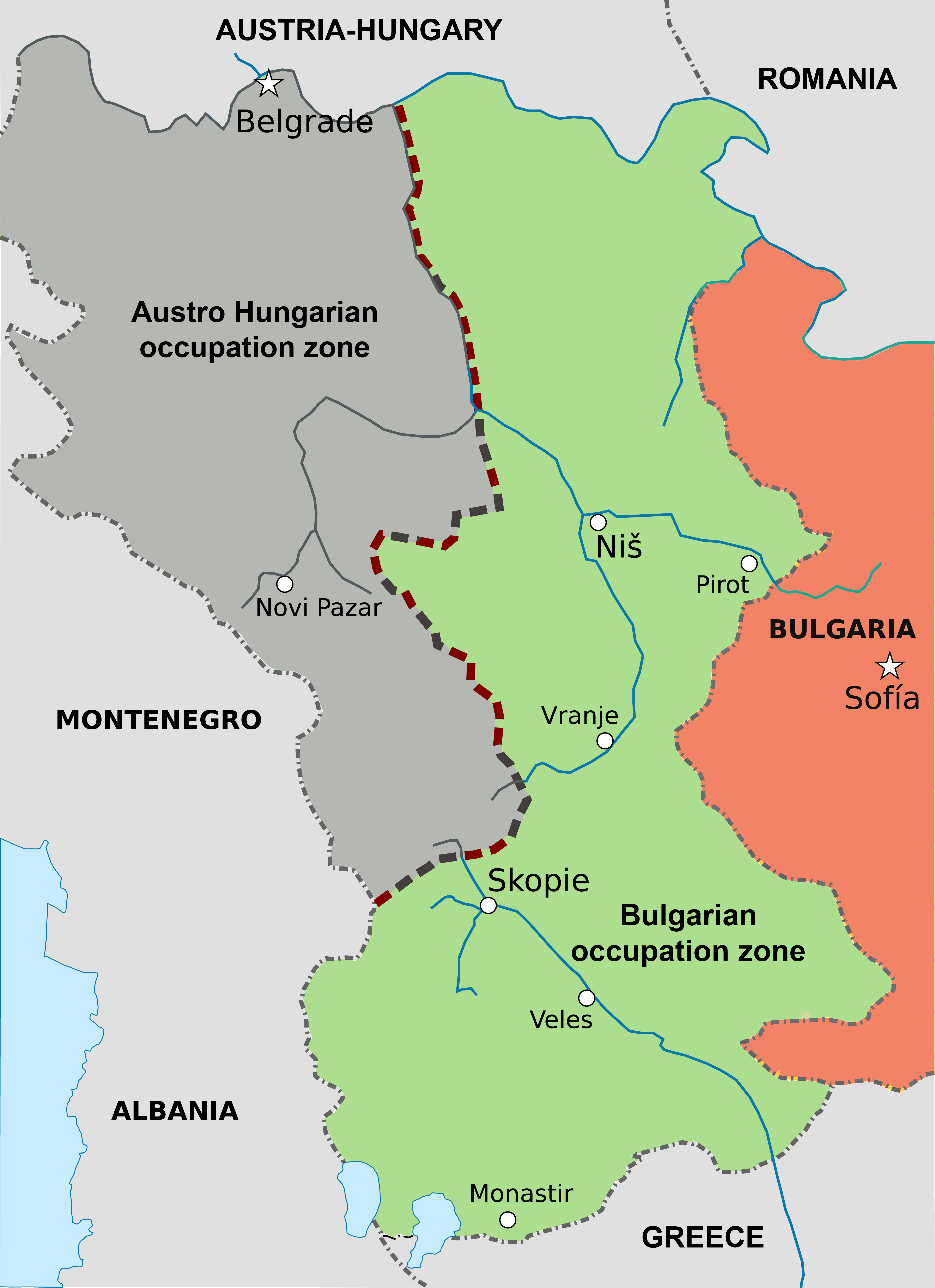
Болгарська окупація Сербії у Першій світовій війні

13 березня 1912 року прем'єр-міністр Королівства Сербія Мілован Мілованович підписав із Болгарією угоду, яка зокрема передбачала розмежування між цими двома державами в Македонії (сербський кордон мав пролягати на північ від Кривої Паланки і простягатися загалом у південно-західному напрямку до Охридського озера). Ця угода стала основою майбутньої Балканської ліги у складі Сербії, Болгарії, Чорногорії та Греції, що привело до Першої Балканської війни та майже повного вигнання турків із Європи. Під час війни сербська армія допомагала Болгарії, надіславши війська під командуванням Степи Степановича для облоги Одрина.
Проте під час Другої Балканської та Першої світової воєн ці дві держави попри культурні подібності були ворогами через суперечки за території та сфери впливу, такі як Вардарська Македонія. Напередодні Першої світової війни болгарський цар Фердинанд заявив, що метою його життя є знищення Сербії. Восени 1915 року після вторгнення в Сербію об'єднаних армій Німеччини, Австро-Угорщини та Болгарії почалася болгарська окупація Сербії. Країну після розгрому і відступу сербських військ через Албанію було розділено на болгарську та австро-угорську окупаційні зони. Зона болгарської окупації охоплювала нинішню Південну і Східну Сербію, Косово та Північну Македонію. Цивільне населення зазнавало різних репресій, включаючи масове інтернування, примусові роботи та політику болгаризації. Окупація закінчилася наприкінці вересня 1918 року.

### Міжвоєнний період
18 вересня 1933 року югославський король Олександр зустрівся з болгарським царем Борисом на залізничному вокзалі Белграда.
За деякими даними, цар Борис суворо інкогніто провів тиждень у Югославії, коли король Олександр познайомив його з визначними діячами югославської держави. 10—13 грудня 1933 р. у Белграді з офіційним візитом перебувало болгарське царське подружжя. Під час зустрічей двох монархів домовилися про тіснішу співпрацю між Югославією та Болгарією, відмову Софії від територіальних претензій до своєї сусідки, закриття т. зв. «македонського питання» та про відносини уряду в Софії з Внутрішньою македонською революційною організацією.
27—30 вересня 1934 року Болгарію офіційно відвідали король Олександр і королева Марія.
У 1933—1934 роках, іще до повернення у владу, дружні відносини з Болгарією прагнув встановити прем'єр-міністр і міністр закордонних справ Мілан Стоядинович. Сформувавши свій уряд, він у 1936 році намагався сприяти мирному перегляду міжнародних договорів, щоб дати змогу болгарській державі отримати територіальний доступ до Егейського моря. Подальше зближення стало можливим завдяки підписанню в 1937 році Пакту про вічну дружбу між двома країнами. На зустрічі, організованій у Ніші 30 жовтня 1938 року, Мілан Стоядинович і прем'єр-міністр Болгарського царства Георгій Кесеіванов обговорили можливість створення митного та військового союзів.
Наступний міністр закордонних справ Александар Цінцар-Маркович не відмовлявся від ідеї співпраці з Болгарією, але після початку Другої світової війни лише настільки, наскільки це відповідало югославським інтересам. 

### Друга світова війна

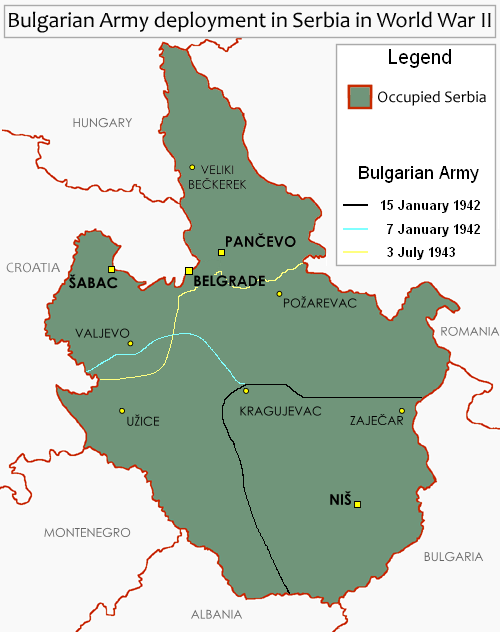
Болгарська окупація Сербії у Другій світовій війні

1 березня 1941 року Болгарія приєдналася до Троїстого пакту, ставши союзницею нацистської Німеччини, Японської імперії та Королівства Італія. Після цього Болгарія надала німецьким військам свою територію для вторгнення в Югославію та в Грецію.
У Другій світовій війні Болгарія спочатку захопила й анексувала македонську частину югославської території, а потім окупувала і частину власне сербських земель, урешті підійшовши аж до Белграда.
У жовтні 1944 р. між болгарським республіканським урядом і прокомуністичними силами Югославії укладено угоду «Про військову співпрацю в боротьбі проти спільного ворога, німецьких окупантів», а вже в листопаді сторони обмінялися проєктами угод про заснування югославсько-болгарської федерації. Де-факто на політичному рівні між керівництвами Болгарії та Югославії ішлося про об'єднання в єдину державу, до того ж у короткі строки. Тіто в телеграмі болгарському урядові висловив побажання, «щоб 1945 став роком її створення». Упродовж 1945—1948 років намагалися втілити ідею Балканської федерації, але на перешкоді заявленого Югославією і Болгарією прагнення до єднання стала позиція сторін щодо структури федерації та македонське питання. Стосовно першого Тіто обстоював принцип об'єднання за формулою: шість югославських республік плюс Болгарія, де формально всі республіки були б рівними, проте фактично Белград стояв би над усіма сімома членами федерації. Болгарське керівництво наполягало на варіанті дуалістичної федерації, де б за суб'єктністю Болгарія прирівнювалася до Югославії, а в уряді та парламенті представництво було б на паритетній основі (половина болгар і половина югославів). На зустрічі у Бледі Тіто і Димитров погодили основні засади Договору про дружбу, співробітництво і взаємодопомогу між двома державами (серпень 1947 р.), домовившись про створення єдиної македонської республіки (з Вардарської і Піринської Македоній) у рамках федерації балканських держав за умови входження Болгарії до такого утворення. Також передбачалося розв'язання певних територіальних проблем, скасування візового режиму та утворення митного союзу. Однією з умов підписання угоди було визнання з боку Болгарії етнічної та мовної самобутності корінного населення згаданої Македонії, а це б фактично означало болгарське визнання македонців окремою нацією. Після радянсько-югославського розколу Болгарія, перебуваючи у сфері впливу СРСР, фактично анулювала Бледську угоду.

### ХХІ сторіччя
2008 року Болгарія визнала Косово як незалежну самопроголошену країну, що напружило болгарсько-сербські відносини, однак обидві держави мають гарну співпрацю в галузі культури, як видно з прикладів спільного виробництва сербських фільмів.
2018 року Сербія та Болгарія відзначили 140 років сучасних дипломатичних відносин.
Президент Сербії Александар Вучич і прем'єр-міністр Болгарії Бойко Борисов дійшли висновку, що відкриття Балканського трубопроводу через Болгарію та Сербію у 2021 році було «визначним успіхом двох братніх держав».
У грудні 2023 року сербська розвідка та поліція заарештували болгарського шпигуна Л. Г. (61) із Босилеграда, працівника Культурного центру та офіцера запасу сербських збройних сил, якого підозрюють у керуванні широкою шпигунською мережею на півдні Сербії.